# Hirigyre
De Hirigyre of Koraalzeegyre is een kleine gyre in het zuidwesten van de Grote Oceaan en draait met de klok mee. De gyre ligt in de Golf van Papoea en de Koraalzee ten zuiden van het eiland Nieuw-Guinea en ten noordoosten van het Australische Kaap York-schiereiland van Queensland.
De gyre wordt gevormd door de interactie van enkele zeestromen in de omgeving. Vanuit het oosten komt de Pacifische Zuidequatoriale stroom, lokaal de Noord-Vanuatustroom geheten, die voor de Australische kust naar het noorden afbuigt. Tegelijkertijd komt vanuit het zuiden langs de kust van Queensland de Noord-Queenslandstroom, ook gevoed door de Pacifische Zuidequatoriale stroom, lokaal de Noord-Caledoniëstroom geheten. Waar deze stromen samen komen wordt de Golf van Papoeastroom gevormd die met de klok mee door de baai stroomt. Het water wordt aan de oostkant in zuidoostelijke richting gevoerd waar het deels in de baan van de Noord-Vanuatustroom terecht komt en zo de circulaire stroom compleet is.
Een ander deel van het water buigt om de zuidpunt van Nieuw-Guinea om langs de noordkust van het eiland de Nieuw-Guineakuststroom te vormen.
In het noordwesten van de baai ligt de Straat Torres die gekenmerkt wordt door een grote ondiepte.
De gyre ligt in de mariene ecoregio Straat Torres en Noordelijk Groot Barrièrerif, de mariene ecoregio Golf van Papoea en de mariene ecoregio Zuidoostelijk Papoea-Nieuw-Guinea.